# Paranair
A Companhia de Aviação Paraguaia S.A., conhecida como Paranair, é uma companhia aérea do Paraguai, é atualmente a única empresa aérea do país. Fundada inicialmente com o nome de Amaszonas Paraguai, pertencente ao Grupo Amaszonas da Bolívia. No dia 15 de outubro de 2018, renomeia-se com o nome Paranair.
Os acionistas da Paranair são Investimento Linhas Aéreas Internacionais (ILAI) (também accionista da Air Nostrum) e Avmax Group Latinoamérica.

## História
Foi fundada em 2015 como Amaszonas Paraguay, sendo subsidiária da Amaszonas Bolívia.
Em 2018 é anunciado a venda da Amaszonas Paraguai para a companhia de leasing canadense AVMAX e pela espanhola ILAI. E a empresa mudou de nome, passando a se chamar Paranair.
O nome "Paranair" foi pensado na vocação de conectar países e trazer pessoas mais próximas, como fazem o Rio Paraná e os outros rios da Bacia hidrográfica do Paraná.
AS NOVAS ROTAS DA EMPRESA
Em Setembro de 2022, é anunciado o Retorno do Voo Assunção a Ciudad del Este, depois de 2 anos parado devido a Pandemia de COVID-19
Em Dezembro de 2023, é anunciado a nova rota da empresa, entre Assunção e Córdoba, que irá começar em Março de 2024.

## Frota
| Aeronave           | Em serviço | Pedidos | Passageiros                                        | Matrículas                                         | Idade                                              |
| ------------------ | ---------- | ------- | -------------------------------------------------- | -------------------------------------------------- | -------------------------------------------------- |
| Bombardier CRJ-200 | 3          | —       | 50                                                 | ZP-CRT                                             | 26,2 anos                                          |
| Bombardier CRJ-200 | 3          | —       | 50                                                 | ZP-CRS                                             | 22,2 anos                                          |
| Bombardier CRJ-200 | 3          | —       | 50                                                 | ZP-CRR                                             | 21,5 anos                                          |
| Total              | 3          | —       | Idade média da frota (Dezembro de 2023): 23,3 anos | Idade média da frota (Dezembro de 2023): 23,3 anos | Idade média da frota (Dezembro de 2023): 23,3 anos |

## Destinos
| Países    | Aeroportos                                | Destinos                | Frequências semanais      |
| --------- | ----------------------------------------- | ----------------------- | ------------------------- |
| Argentina | Aeroparque Jorge Newbery                  | Buenos Aires            | 7                         |
| Argentina | Aeroporto Internacional de Córdoba        | Córdoba                 | 3                         |
| Brasil    | Aeroporto Internacional Hercílio Luz      | Florianópolis           | 3 (Voo de alta temporada) |
| Brasil    | Aeroporto Internacional Tancredo Neves    | Belo Horizonte          | 3 (Voo de alta temporada) |
| Brasil    | Aeroporto Internacional do Rio de Janeiro | Rio de Janeiro          | 3 (Voo de alta temporada) |
| Bolívia   | Aeroporto Internacional Viru Viru         | Santa Cruz de la Sierra | 7                         |
| Paraguai  | Aeroporto Internacional Silvio Pettirossi | Assunção                | HUB                       |
| Paraguai  | Aeroporto internacional Guaraní           | Ciudad del Este         | 4                         |
| Uruguai   | Aeroporto Internacional Carrasco          | Montevideo              | 11                        |
| Uruguai   | Aeroporto Internacional de Punta del Este | Punta del Este          | 3 (Voo de alta temporada) |